# Sylven Landesberg
Sylven Joshua Landesberg, né le 10 avril 1990 dans le quartier de Brooklyn à New York, est un joueur américano-israélo-autrichien de basket-ball.

## Biographie
Non drafté en 2010, Landesberg participe à la NBA Summer League 2010 avec les Kings de Sacramento.
Le 25 juillet 2010, Landesberg signe un contrat de deux ans dans l'équipe israélienne du Maccabi Haïfa.
Le 4 juillet 2012, il signe un contrat de deux trois au Maccabi Tel-Aviv. Durant ses deux premières saisons, il a très peu de temps de jeu. En 2013-2014, son équipe remporte l'Euroligue en battant le Real Madrid en prolongation 98 à 86.
Durant l'été 2014, avec le départ de quelques cadres de l'équipe, son rôle dans l'équipe et ses minutes sur le terrain deviennent plus importantes. Le 5 octobre, lors d'un match de présaison contre les Cavaliers de Cleveland, il termine meilleur marqueur de son équipe avec 23 points, auxquels il ajoute 5 rebonds, 3 passes décisives et 3 interceptions.
Le 20 novembre 2014, il réalise son meilleur match de la saison avec 22 points et 9 rebonds lors du match en Euroligue contre le club français du CSP Limoges. Le 23 janvier 2015, contre le club lituanien du Žalgiris Kaunas, il marque 20 points. Le Maccabi, qui défend son titre de champion, perd contre le Fenerbahçe Ülker en quart de finale par 3 matches à 0. En 19 matches d'Euroligue, Landesberg tourne à 8,5 points et 2,5 rebonds par match.
Le 21 avril 2015, il signe un nouveau contrat de trois ans et une quatrième année en option avec le Maccabi.
Lors de la saison 2017-2018 du championnat d'Espagne, Landesberg est élu dans l'équipe-type de la compétition avec le MVP slovène Luka Dončić, l'Américain Gary Neal, le Géorgien Tornike Shengelia et le Néerlandais Henk Norel. Il réalise aussi une très impressionnante performance individuelle le 1er avril 2018 face au Barça : Landesberg marque 48 points, dont 8 tirs sur 11 tentés à trois points.
Après sa très bonne saison en Espagne, Landesberg rejoint le Türk Telekom Ankara en juin 2018.
En 2018, Landesberg obtient la nationalité autrichienne et est sélectionné en équipe nationale d'Autriche pour les qualifications à l'EuroBasket 2021. Lors de sa première rencontre, contre l'Angleterre, il marque 47 points, dont 40 dans la seule première mi-temps.